# Henk van Beers
H.M.J.M. (Henk) van Beers ('s-Hertogenbosch, 27 februari 1947) is een voormalige Nederlands bestuurder van het CDA.
Hij was sinds 1970 actief in de lokale politiek. Zo was hij gemeenteraadslid en wethouder in Rosmalen en in 1992 werd hij burgemeester van Bakel en Milheeze. Bij de gemeentelijke herindeling van 1 januari 1997 ging die gemeente op in de nieuwe gemeente Gemert-Bakel. Vanaf die datum was hij burgemeester van Laarbeek wat bij diezelfde herindeling was ontstaan bij de fusie van Aarle-Rixtel, Beek en Donk en Lieshout.
In november 2002 droeg de gemeente Roermond Van Beers als enige kandidaat voor benoeming voor. De kandidaat die als tweede keus in de aanbeveling zou staan, was hierover vooraf door die gemeente geïnformeerd en had daarop besloten zich terug te trekken. Minister Johan Remkes van Binnenlandse Zaken verplichtte Roermond daarom de procedure voor het zoeken naar een nieuwe burgemeester over te doen omdat er twee kandidaten moesten worden voorgedragen. Enkele maanden later werd Van Beers alsnog benoemd. 
Per 1 februari 2012 werd hem op eigen verzoek eervol ontslag verleend als burgemeester van Roermond en op diezelfde dag werd hij tot waarnemend burgemeester van die gemeente benoemd. Eind 2012 besloot de gemeenteraad van Roermond Ricardo Offermanns voor te dragen tot zijn opvolger. Deze voordracht werd teruggetrokken nadat wethouder Jos van Rey vragen uit de sollicitatiecommissie aan Offermanns had gelekt en er moest een nieuwe sollicitatieprocedure worden gestart. Begin februari 2013 werd Peter Cammaert benoemd tot waarnemend burgemeester van Roermond.